# Колюбакины
Колюбакины (Кулибакины) — древний дворянский род.
Род внесён в VI, II и III части родословной книги Московской, Новгородской, Тверской, Воронежской, Владимирской и Симбирской губерний (Гербовник, VI, 33).

## История рода
Происходит от легендарного предка Францбека, внук которого Дмитрий Фёдорович, по прозванию Колюбака, поселился в России и получил в кормление Дмитров и Орешек.
Потомок Францбека (VII-м колено), Никита Семёнович Колюбакин пожалован поместьями (1468). Кирилл Захарович жалован поместным окладом (1582). Андрей Афанасьевич был боярским сыном при датском королевиче Иоанне, женихе царевны Ксении Годуновой. В XVII веке многие Колюбакины были стольниками и стряпчими. Николай Петрович Колюбакин (1811—1868) — генерал-лейтенант русской императорской армии, известный своими действиями на Кавказе.

## Известные представители
- Колюбакины: Максим Андреевич и Кузьма Незговоров — Алексинские городовые дворяне (1627—1629).
- Колюбакин Максим Андреевич — воевода в Алексине (1636—1637).
- Колюбакин Надёжа — воевода в Ладоге (1648—1649).
- Колюбакин Артемий Юрьевич — московский дворянин (1658—1668), воевода в Усерде (1659—1660).
- Колюбакины: Пётр и Иван Яковлевичи, Трофим и Кондратий Петровичи, Яков Максимович — стряпчие (1658—1692).
- Колюбакин Венедикт — воевода в Бежецком-Верхе (1664).
- Колюбакин Семён — воевода в Ладоге (1665).
- Колюбакин Семён — воевода в Старом-Осколе (1678—1679).
- Колюбакины: Семён Артемьевич и Митрофан Кондратьевич — московские дворяне (1678—1692).
- Колюбакин Иван Яковлевич Большой — стольник (1682—1692), воевода в Коротояре (1687).
- Колюбакины: Поликарп Артемьевич, Лука Кондратьевич, Григорий Поликарпович, Андрей, Пётр Меньшой, Иваны Меньшой Яковлевич — стольники (1682—1692)[3][4].

- Колюбакин, Александр:[править]  -  Колюбакин, Александр Михайлович (1868—1915) — российский политический деятель, член III Государственной думы от Санкт-Петербургской губернии.
  -  Колюбакин, Александр Николаевич (ок. 1793 — 1849) — контр-адмирал Российского императорского флота; Георгиевский кавалер.
- Колюбакин, Алексей Михайлович (1851—1917) — русский военачальник, генерал-лейтенант.
- Колюбакин, Борис Михайлович (1853—1924) — русский военный историк, генерал-лейтенант (1909).
- Колюбакин, Василий Иванович (1844—1915) — врач, земский и общественный деятель.
- Колюбакин, Владимир Николаевич (1857—1938) — русский военачальник, герой Первой мировой войны, генерал-майор.
- Колюбакин, Михаил:[править]  -  Колюбакин, Михаил Алексеевич — Георгиевский кавалер; ротмистр; 14 декабря 1916.
  -  Колюбакин, Михаил Петрович (1806—1872) — русский государственный деятель, губернатор Бакинской и вице-губернатор Кутаисской и Тифлисской губерний.
  -  Колюбакин, Михаил Фёдорович — Георгиевский кавалер; премьер-майор; № 460; 26 ноября 1786.
- Колюбакин, Николай Петрович (1811—1868) — русский военачальник, генерал-лейтенант, Кутаисский губернатор и литератор.
- Колюбакин, Пётр Михайлович (1763—после 1849) — русский военачальник эпохи наполеоновских войн, генерал-майор.
- Колюбакин, Сергей:[править]  -  Колюбакин, Сергей Витальевич (род. 1977) — российский и белорусский хоккеист.
  -  Колюбакин, Сергей Иванович (1722—1793) — русский военачальник, генерал-поручик, кавалер ордена Святого Георгия III степени, Смоленский наместник.

- Колюбакина, Надежда Ивановна (1876—1928) — супруга И. П. Ювачёва, мать Даниила Хармса
- Ахмедова-Колюбакина, Марина Анатольевна (род. 1952) — поэтэсса, публицист.

## Топография
- Колюбакинская улица — бывшая улица в Сухуме, Абхазия. В Советское время — ул. Ленина, ныне — проспект Леона.
- Колюбакинская площадь — бывшая площадь в Баку, Азербайджан.